# It Came from Hollywood
It Came from Hollywood (traducida como Directo de Hollywood) es una película de comedia de 1982 que compila cortes de varias películas tipo B. Escrita por Dana Olsen y dirigida por Malcolm Leo y Andrew Solt, la película presenta segmentos recurrentes y narraciones de varios famosos comediantes, incluyendo a Dan Aykroyd, John Candy, Gilda Radner, y Cheech y Chong. Las secciones de It Came from Hollywood se enfocan en películas de gorilas, extraterrestres, personas agrandadas o reducidas, pésimos musicales, peores tráileres, películas antidrogas y otras películas "educativas" para adolescentes, animales y otros seres monstruosos, "triunfos" técnicos, cerebros, y una parte dedicada expresamente a los trabajos de Edward D. Wood, Jr.. La canción característica del cierre fue el éxito de doo wop "What's Your Name" por Don and Juan.
La cinta fue inspirada en los libros del crítico de cine Michael Medved y su hermano Harry The Fifty Worst Films of All Time y The Golden Turkey Awards, y de hecho ambos fueron asesores del filme. Tanto los libros como la película son citados como responsables del rescate de Ed Wood del olvido, iniciando su historia póstuma como autor de culto.

## Lista de películas
- Sunny Side Up (1929)
- Maniac (1934)
- Wonder Bar (1934)
- The Lost City (1935)
- Reefer Madness (1936)
- Marihuana (1936)
- Perils of Nyoka (1942)
- Isle of Forgotten Sins (1943)
- Musical Movieland (1944)
- The Monster and the Ape (1945)
- The White Gorilla (1945)
- Blonde Savage (1947)
- Street Corner (1948)
- Because of Eve (1948)
- Daughter of the Jungle (1949)
- The Flying Saucer (1950)
- Ultimátum a la Tierra (1951)
- Zombies of the Stratosphere (1952)
- Glen or Glenda (1953)
- Robot Monster (1953)
- El Monstruo de Tiempos Remotos (1953)
- La guerra de los mundos (1953)
- El monstruo de la laguna negra (1954)
- La novia del monstruo (1955)
- The Violent Years (1956)
- Earth vs. the Flying Saucers (1956)
- Fire Maidens from Outer Space (1956)
- Runaway Daughters (1956)
- Shake, Rattle & Rock! (1956)
- Don't Knock the Rock (1956)
- Rock Baby: Rock It (1957)
- The Brain from Planet Arous (1957)
- The Incredible Shrinking Man (1957)
- Dragstrip Girl (1957)
- El monstruo alado (1957)
- The Giant Claw (1957)
- Beginning of the End (1957)
- The Cyclops (1957)
- From Hell It Came (1957)
- El asombroso hombre creciente (1957)
- I Was a Teenage Frankenstein (1957)
- Teenage Monster (1958)
- The Bride and the Beast (1958)
- The Cool and the Crazy (1958)
- Attack of the Puppet People (1958)
- Attack of the 50 Foot Woman (1958)
- High School Confidential! (1958)
- High School Hellcats (1958)
- The Space Children (1958)
- Fiend Without a Face (1958)
- La mosca de la cabeza blanca (1958)
- Curse of the Faceless Man (1958)
- The Party Crashers (1958)
- La Mancha Voraz (1958)
- I Married a Monster from Outer Space (1958)
- Frankenstein's Daughter (1958)
- Monster from Green Hell (1958)
- The Trollenberg Terror (1958)
- Missile to the Moon (1958)
- The Hideous Sun Demon (1959)
- Battle in Outer Space (1959)
- La casa de la colina embrujada (1959)
- Prince of Space (1959)
- Teenagers from Outer Space (1959)
- The Killer Shrews (1959)
- Plan 9 del espacio exterior (1959)
- El aguijón de la muerte (1959)
- First Man Into Space (1959)
- Los amores de Hércules (1960)
- The Hypnotic Eye (1960)
- Invasion of the Neptune Men (1961)
- Reptilicus (1961)
- Rocket Attack, U.S.A. (1961)
- Married Too Young (1962)
- The Brain That Wouldn't Die (1962)
- Matango (1963)
- Slime People (1963)
- Evil Brain from Outer Space (1964)
- The Creeping Terror (1964)
- Atomic Rulers (1964)
- The Incredibly Strange Creatures Who Stopped Living and Became Mixed-Up Zombies!!? (1964)
- The Horror of Party Beach (1964)
- Frankenstein Meets the Spacemonster (1965)
- Bat Men of Africa (1966)
- Mars Needs Women (1967)
- The Weird World of LSD (1967)
- The X from Outer Space (1967)
- Yongary, Monster from the Deep (1967)
- Kaijū-tō no Kessen Gojira no Musuko (1967)
- Octaman (1971)
- El hombre de dos cabezas (1972)
- Black Belt Jones (1974)
- Frankenstein and the Monster from Hell (1974)
- A*P*E (1976)
- The Incredible Melting Man (1977)
- El ataque de los tomates asesinos (1978)